# Jean Thuane
Jean Thuane est un footballeur français né le 10 octobre 1925 à Choisy-le-Roi (Seine) et mort le 10 décembre 2005 à Troyes. Il jouait au poste d'arrière droit.

## Biographie
Il débute au Racing, puis après un passage au LOU, il réalise tout le reste de sa carrière à Troyes, dans les années 1950.
Capitaine dans l'équipe champenoise à partir de 1952, il conduit le club en finale de la Coupe de France en 1956.

## Carrière
- 1946-1948 :  RC Paris
- 1948-1949 :  Lyon OU
- 1949-1960 :  AS Troyes-Savinienne [2]

## Palmarès
- Finaliste de la Coupe de France en 1956 avec l'AS Troyes-Savinienne
- Détenteur du record du nombre de matches officiels disputés d'affilée : 369